# アルコRS-3形ディーゼル機関車
アルコRS-3は、アメリカン・ロコモティブ（アルコ）が生産した車軸配置B-B、ロード・スイッチャータイプの電気式ディーゼル機関車である。1950年5月から1956年8月にかけて合計1,418両が製造された。うち1,265両がアメリカ国内で使用されたほか、98両がカナダへ、48両がブラジルへ、7両がメキシコへ納入された。

## 解説
本形式は、GM-EMD、フェアバンクス・モース、ボールドウィン・ロコモティブ・ワークスに対抗して製造された。1950年、フェアバンクス・モースは1,600馬力 (1,200 kW)のH-16-44を、また同年、ボールドウィンはやはり1,600 hp (1,200 kW)のAS-16を開発していた。アルコを含む3社は、既存の車両を改良することで出力の増強をはかり、EMDの1,500馬力 (1,100 kW)の機関車、GP7に対抗した。EMDは他社が出力増強をはかってもGP7の製造を続け、EMDがようやく出力を1,750 hp (1,300 kW)としたGP9をリリースしたのは1954年であった。
結局、このクラスのロード・スイッチャー製造競争において、3社がEMDに勝ることはなかった。EMDはGP7だけで2,729両を製造したが、アルコはRS-2を383両とRS-3を1,370両の計1753両、フェアバンクス・モースG-H15-44を30両とH-16-44を296両、ボールドウィンはDRS-4-4-15を32両とAS-16を127両製造して終了した。

## スペイン
1964年、スペイン・アストゥリアス州のラングレオ鉄道が4両のRS-3をターミナル・レールロード・アソシエーションより購入した。1971年には5両目をバーリントン・ノーザン鉄道（BN）より購入した。この5両目は、グレート・ノーザン鉄道（GN）の余剰車で、BNへの合併後も残されていたものであった。
同鉄道はスペインの中で最も古い鉄道の一つであり、軌間は標準軌（1,435 mm）を採用していたことから、アメリカ時代のまま運用がなされていたが、1973年にスペイン狭軌鉄道（FEVE）に組み込まれ、さらに1984年にメーターゲージ（1,000 mm）へ改軌されたことから、現役を退いた。